# Bursztyn z Oise

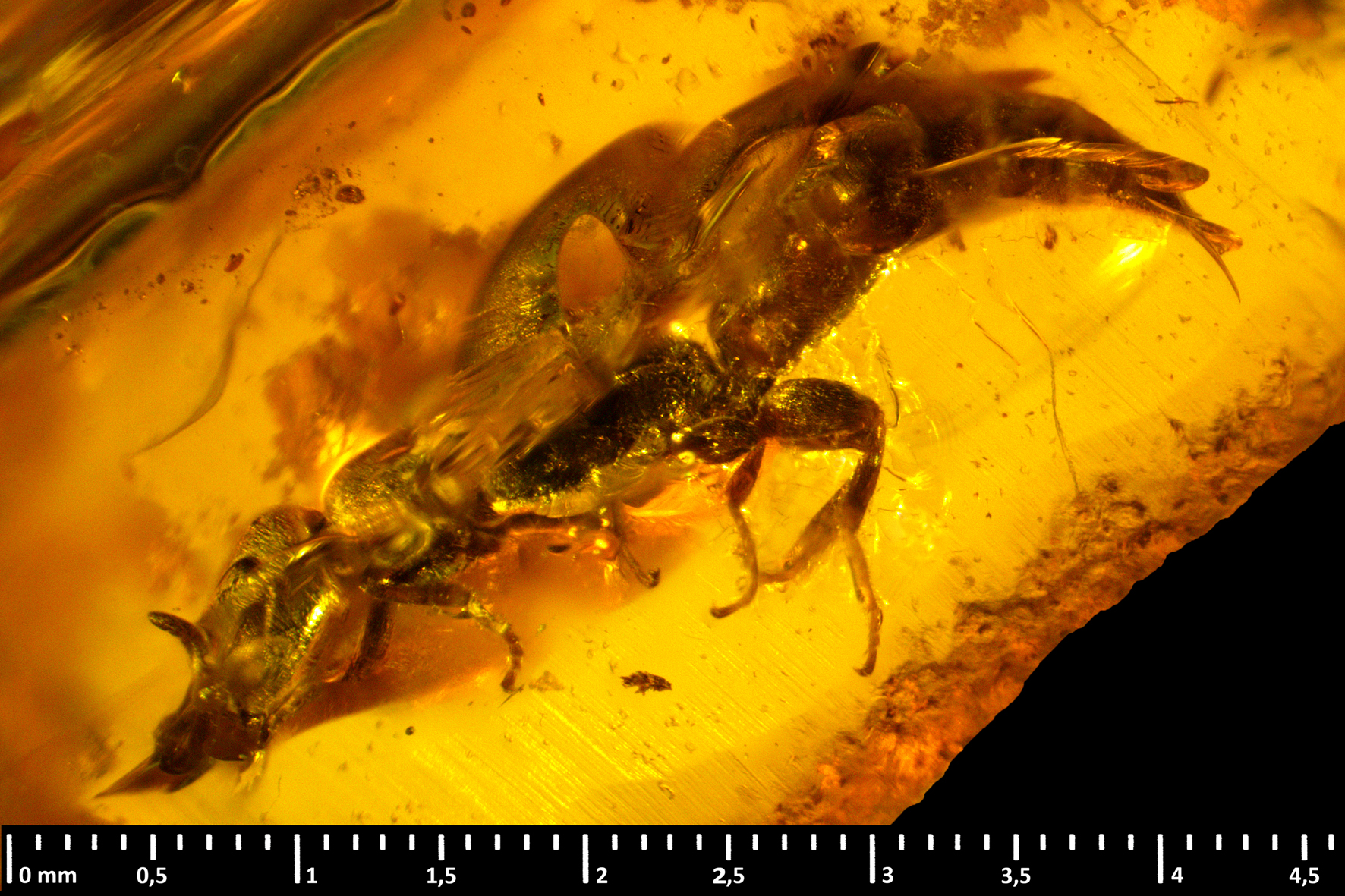
Bursztyn z Oise z zatopionym owadem

Bursztyn z Oise – żywica kopalna datowana na wczesny eocen, występująca na terenie departamentu Oise we Francji. Obfituje w różnorodne inkluzje zwierząt eoceńskich  . 
Omawiane wystąpienie bursztynu odkryto w roku 1996, w rejonie miejscowości Creil znajdującej się w departamencie Oise we Francji. Bursztyn ten powstał w najstarszym eocenie (55–53 mln lat, iprez), z żywicy drzew roślin okrytonasiennych, przypuszczalnie z gatunku Aulacoxylon sparnacense. Bursztynonośny las złoża z Oise rósł w delcie rzecznej, w strefie klimatu zbliżonego do tropikalnego i miał charakter mieszany. Bryłki bursztynu występują w przewarstwieniach węgli brunatnych znajdujących się w ilastych piaskach. 
Bursztyn z Oise zawiera liczne inkluzje organiczne, w tym przedstawicieli 200 rodzajów owadów, są też pajęczaki oraz stosunkowo liczne szczątki różnych kręgowców i ich skamieniałe odchody.  